# Comuna Ciornomîn, Pișceanka
Ciornomîn (în ucraineană Чорномин) este o comună în raionul Pișceanka, regiunea Vinnița, Ucraina, formată din satele Ciornomîn (reședința), Kozlivka și Rîbkî.

## Demografie
Componența lingvistică a satului Ciornomîn
     Ucraineană (97,11%)
     Rusă (2,27%)
     Alte limbi (0,43%)
Conform recensământului din 2001, majoritatea populației satului Ciornomîn era vorbitoare de ucraineană (97,11%), existând în minoritate și vorbitori de rusă (2,27%).